# Садовое (Софиевский район)
Садовое (укр. Садове) — село,
Жовтневый сельский совет,
Софиевский район,
Днепропетровская область,
Украина.
Код КОАТУУ — 1225283309. Население по переписи 2001 года составляло 145 человек .

## Географическое положение
Село Садовое находится в 1-м км от правого берега реки Базавлучек,
выше по течению на расстоянии в 1,5 км расположено село Базавлучок,
ниже по течению на расстоянии в 3,5 км расположено село Украинка,
на противоположном берегу — село Приют (Никопольский район).
По селу протекает пересыхающий ручей с запрудой.